# دانيال شميت (ملحن)
دانيال شميت (بالإنجليزية: Daniel Schmidt)‏ هو ملحن أمريكي، ولد في 1942.

## وصلات خارجية
- دانيال شميت على موقع ميوزك برينز (الإنجليزية)
- دانيال شميت على موقع ديسكوغز (الإنجليزية)